# Sprengisandur
Le Sprengisandur est une région inhabitée du centre de l'Islande située entre le Hofsjökull à l'ouest et le Tungnafellsjökull, le Vonarskarð et le Hágöngühraun à l'est. Elle est traversée par la route F26, aussi appelée Sprengisandsleið, qui relie le Sud-Ouest au Nord du pays. Il s'agit d'une région désertique dépourvue de végétation, parsemée de nombreux petits lacs et parcourue par de nombreux cours d'eau qui donnent naissance au fleuve Þjórsá, le plus long d'Islande.

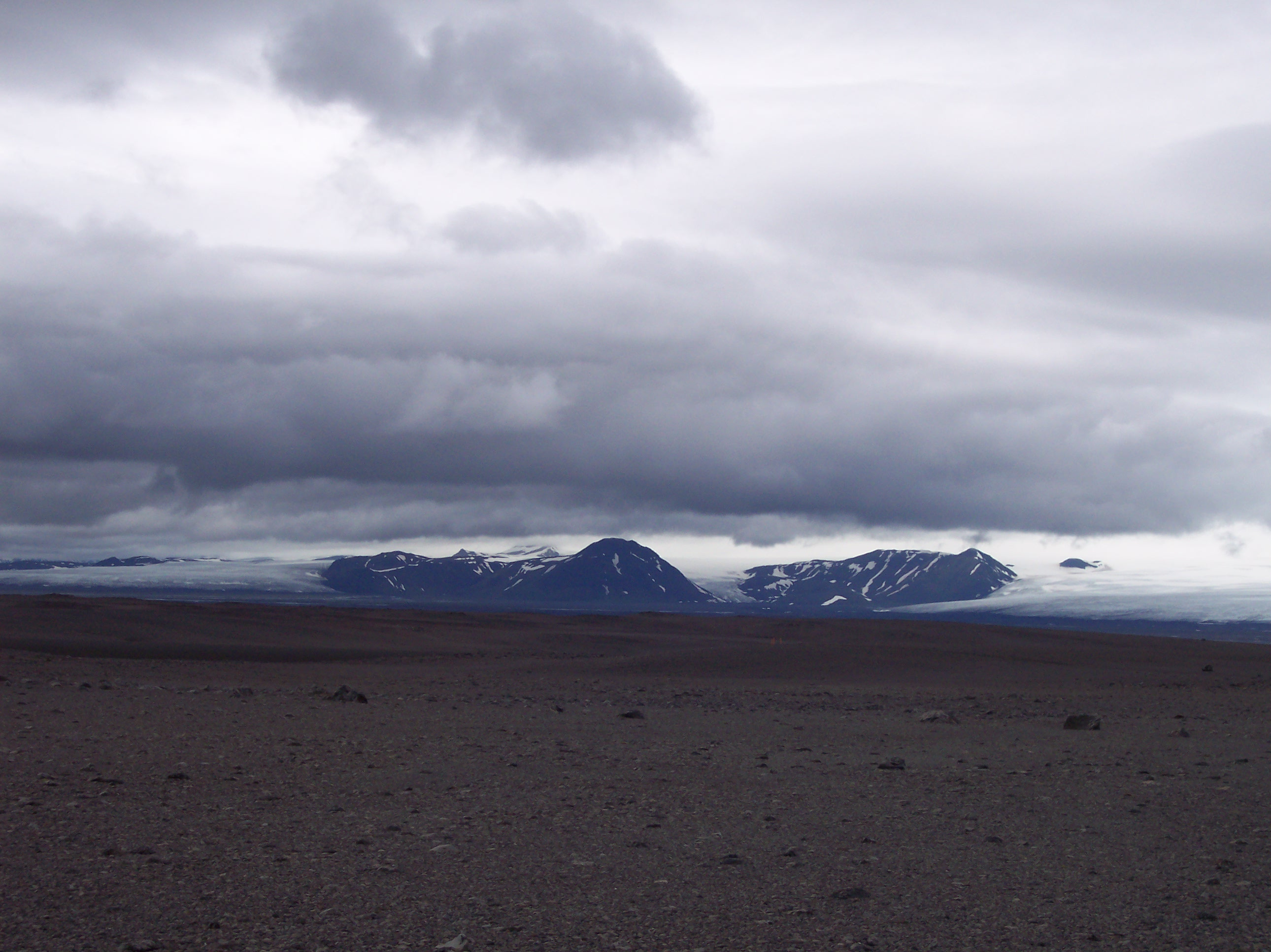
Vue du Sprengisandur avec le Hofsjökull au dernier plan.